# Бій біля хребта Верр'єр
Бій біля хребта Верр'єр (англ. Battle of Verrières Ridge) — бойові дії канадських військ в період з 19 по 25 липня 1944 року проти військ Вермахту в ході операцій «Атлантик» (18-21 липня) та «Спрінг» (25-27 липня) під час битви за місто Кан.
У боях біля хребта Верр'єр брали участь 2 канадські піхотні дивізії за підтримки підрозділів зі складу 2-ї канадської бронетанкової бригади проти формувань 3-х танкових дивізій СС. Бойові дії в цьому секторі були складовою довготривалої битви за Кан. Головним завданням союзних військ було опанування хребтом Верр'єр, поясом височин, що домінували понад дорогою між Каном та Фалезом. Хребет обороняли відбірні війська зі складу військ СС, досвідчені ветерани, що відступили з Кану та влаштували потужний район оборони, скориставшись властивостями місцевості.
Протягом 6 діб значні канадські сили за підтримкою британців багато разів намагалися вибити німців із пасма. Завзята оборона німецьких військ у поєднанні з ефективно організованими контратаками ударними танковими групами спричинили значних втрат серед канадських військ, які так й не спромоглися виконати завдання.

## Історія

### Передумови
Хребет Верр'єр, що розташований за 8 км на південь від міста Кан, грав стратегічну роль у битві за це місто: з його панівних висот, що домінували над сільською місцевістю між Каном та Фалезом, відкривався широкий краєвид на навколишні рівнини. Незважаючи на те, що Кан планувалося опанувати силами союзників ще в «День Д», наступальний порив британських та канадських військ углиб країни був зупинений на підступах до Кана, позиційна війна тривала до першого тижня липня.
9 липня при проведенні операції «Чарнвуд» вдалося захопити північну половину міста, але I танковий корпус СС утримував оборонні позиції в південній частині Кана.
За тиждень війська Монтгомері почали операцію «Гудвуд», і Кан, нарешті, був опанований 19 липня, хоча до цього часу місто вже було значною мірою спустошене. Наступною метою англо-канадського угруповання було містечко Фалез, але на їхньому шляху стояв хребет Верр'єр, на якому зараз міцно тримав свої позиції I танковий корпус СС. Підрозділи 2-ї британської армії здобули частину прилеглого хребта Бургебю і зуміли закріпитися на хребті Верр'єр, але не змогли витіснити звідсіля німецьких захисників.

### Сили сторін
Для опанування німецьких позицій навколо хребта Верр'єр союзники виділили II канадський корпус під командуванням лейтенант-генерала Гая Сімондса. Він спочатку запланував для проведення штурму висот залучити дві піхотні дивізії та одну бронетанкову бригаду. 3-ій піхотній канадській дивізії, яка зазнала значних втрат протягом перших шести тижнів Нормандської кампанії, відводилася допоміжна роль.
Таким чином, відповідальність за виконання завдання лягла на свіжу, хоча й недосвідчену 2-гу канадську піхотну дивізію, яку мали підтримувати танкові підрозділи 2-ї канадської бронетанкової бригади. Пізніше прибули додаткові сили: три дивізії британського I корпусу: британські 51-ша (Хайлендська) піхотна, Гвардійська бронетанкова та 7-ма бронетанкова дивізії. Попри значно більший бойовий досвід, ніж їхні канадські колеги, британські підрозділи зіграли незначну роль у битві.
З німецького боку основні сили, що тримали оборону на хребті Верр'єр, були підрозділи I танкового корпусу СС обергрупенфюрера Дітріха. Під його командуванням есесівці перетворили хребет Верр'єр на ключовий об'єкт оборони всієї оборонної смуги вздовж англо-канадського фронту. Хоча рельєф хребта був не надто високим, водночас наступаючі сили, що намагатимуться прорватися до висот, підпадали під перехресний вогонь німецьких засобів ураження, що розміщувалися за річкою Орн, на вершинах хребта та з розташованого поблизу хутора Сен-Мартен.
Основні оборонні рубежі утримували два потужних формування — 12-ша СС «Гітлерюгенд» і 1-ша танкова дивізія Лейбштандарте-СС «Адольф Гітлер» — які утримували хребет за підтримки артилерії, вкопаних танків «Тигр» і мінометів. Третя — 9-та танкова дивізія СС «Гогенштауфен» — перебувала в резерві.
Також у готовності до посилення головних сил перебували 272-га піхотна дивізія (з'єднання, укомплектоване переважно російськими і польськими колишніми військовополоненими), 116-та танкова дивізія та важкий танковий батальйон танків «Тигр».

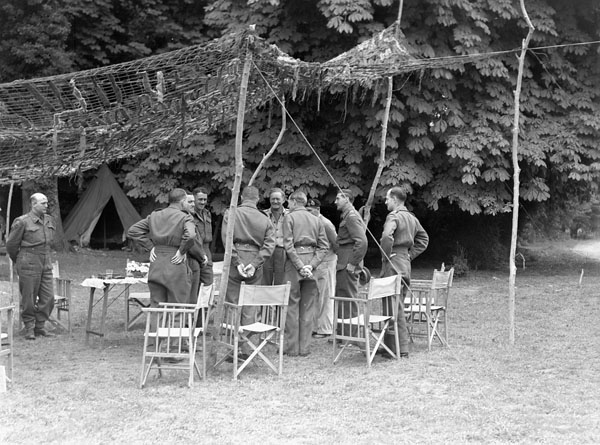
Генерал Б.Монтгомері з лейтенант-генералом Сімондсом та штабними офіцерами під час боїв за хребет Верр'єр. Липень 1944

### Бойові дії за хребет
19 липня у ході операції «Гудвуд» калгарійські гірські підрозділи спробували захопити північний відріг хребта Верр'єр, але німецький мінометний вогонь обмежив їх просування до цілі. Танки Шербрукських фузилерів були направлені на підтримку батальйону та ліквідували кілька позиції кулеметів по обидва боки висоти 67. Зрештою, горцям вдалося закопатися, незважаючи на точний вогонь німців у відповідь.
Протягом наступних кількох годин канадці закріпилися на своїх позиціях, і 5-та та 6-та канадські піхотні бригади неодноразово намагалися використати здобуте, та перейти в атаку. В ході боїв за утримання позицій німці провели низку контратак піхоти за підтримки танків, спроби канадців у свою чергу прорватися вглиб німецької оборони були відбиті з великими втратами. На наступний день Сімондс швидко підготував новий наступ з метою захоплення як східної сторони річки Орн, так і основних схилів хребта Верр'єр.
Наступний етап канадського наступу розпочався 20 липня в рамках операції «Атлантик». В першому ешелоні наступав Південний Саскачеванський полк з частинами підтримки, що належали Її королівської величності канадському Камеронському полку горян. У перші години 20 липня камеронці закріпилися на захопленому рубежі в Сент-Андре-сюр-Орн, але були швидко притиснуті до землі контратаками німецької піхоти і танків.
У той же час Південний Саскачеванський полк рухався безпосередньо вгору по схилах хребта Верр'єр, підтримуваний танками та штурмовиками «Тайфун». Канадська атака провалилася внаслідок проливного дощу, що зробило підтримку з повітря марною та перетворив землю на непрохідну багнюку. Німці контрударами частин двох танкових дивізій відкинули полк південних саскачеванців за їхню лінію, відступив і батальйон Ессекських шотландців.
Ессекські шотландці втратили понад 300 людей, намагаючись стримати наступ 12-ї танкової дивізії СС, тоді як на схід решта сил I танкового корпусу СС вела запеклий бій з британськими військами в операції «Гудвуд», найбільшому бою кампанії із залученням танкових військ. До кінця дня південні саскачеванці зазнали втрату ще 282 жертв, а хребет все ще був у руках ворога.
Незважаючи на ці невдачі, Сімондс був категоричний, що хребет Верр'єр слід опанувати і послав канадський полк Чорної варти та Калгарійський гірський полк для врегулювання нестабільного становища союзників. 21 липня канадці провели силами двох батальйонів контратаки й зуміли стримати бронетанкові формування Дітріха, і до моменту припинення операції канадські війська утримували на хребті кілька опорних пунктів, включаючи тепер безпечну позицію на висоті 67. Втім, чотири німецькі дивізії все ще тримали хребет у своїх руках. Загалом дії навколо хребта Верр'єр під час операції «Атлантик» спричинили втрату понад 1300 солдатів союзників.
19 липня британська 2-га армія нарешті опанувала Кан, із захопленням якого англо-канадський прорив став потенційно ймовірним.
В американському секторі генерал-лейтенант Омар Бредлі — командувач 1-ї американської армії — планував власний прорив (під кодовою назвою операція «Кобра»), і Сімондс паралельно почав підготовку нового наступу під кодовою назвою «Спрінг». Спочатку операція «Спрінг» замислювалася генералом Бернардом Монтгомері як «відволікаюча атака», покликана зв'язати німецькі війська під час проведення американцями операції «Кобра».
Однак 22 липня, оскільки операція «Атлантик» не досягла визначених цілей, Сімондс кардинально змінив замисел операції «Спрінг» на глибокий наступ з метою прориву німецької оборони. Із захопленням хребта Верр'єр Сімондс планував розпочати танкові атаки зі свого південного флангу за підтримки артилерії, щоб відштовхнути німців назад, і розчистити стратегічно важливу дорогу Кан-Фалез, і дві його британські бронетанкові дивізії зможуть просунутися на південь до Фалеза.
Операція «Спрінг» була запланована в чотири строго приурочені етапи. Горці Калгарі мали атакувати на першому етапі хребет Бургебю і Мей-сюр-Орн, щоб укріпити позиції на флангах на напрямку головного удару на хребет Верр'єр канадського корпусу, попереду діяв полк Чорної варти за підтримки танків британської 7-ї бронетанкової та 4-ї канадської бронетанкової дивізій. План передбачав початок наступу 23 липня, але погана погода призвела до перенесення його на 48 годин.
Скориставшись затримкою в діях військ противника, I танковий корпус СС укріпив свої позиції на хребті додатковими чотирма батальйонами, 480 танками та 500 гарматами. Розвідка союзників дізналася про це підкріплення за допомогою перехоплення криптоаналізу «Ультра» про наміри противника і повідомила штаб Сімондса.
25 липня із запізненням на два дні через погоду, розпочалася операція «Спрінг». Полк Чорної варти мав розпочати свою атаку приблизно о 05:30 з району зосередження в Сен-Мартені, в 6 км на південь від Кан. Канадці зіткнулися з сильним опором вермахту на дорозі біля Сен-Мартена і прибули на вихідний рубіж переходу в атаку лише близько 08:00. На той час двоє командирів Чорної варти були вбиті, й командування прийняв на себе майор Філ Гріффін. О 08:30 він зустрівся з командиром 5-ї бригади, бригадним генералом У. Дж. Мегіллом, і, незважаючи на неприбуття більшості з обіцяної танкової підтримки, вирішив продовжити атаку.
О 09:30 канадські піхотні полки почали наступ на хребет, але вони дуже швидко стали легкими мішенями для противника, який вів по них вогонь з добре облаштованих укріплених позицій. Есесівські підрозділи вміло вели оборонні дії, міцно тримаючись на насичених кулеметними гніздами, вогневими позиціями мінометів рубежах. До того ж оборона піхота підтримувалася вогнем 88-мм протитанкових гармат FlaK 18/36/37/41, РСЗВ «Небельверфер» паралельно з проведенням німцями контратак танків.
Дуже небагатьом військовослужбовцям полку Чорна варта вдалося піднятися на гребінь хребта, а ті, хто це зробив, зазнали ще сильнішого вогню противника, тут вони наразилися на контрудари 272-ї піхотної дивізії та 9-ї бойової групи «Штерц» від дивізії СС.
У результаті з 325 канадських військових, які перейшли в атаку з визначеного рубежу, 315 було вбито, поранено або потрапило в полон. Полк Чорної варти втратив усіх своїх вищих командирів, включаючи майора Філа Гріффіна, дві роти були практично знищені.
Центральну частину хребта поблизу села Верр'єр врешті-решт захопив і утримав Королівський полк легкої піхоти Гамільтона. Східна сторона також була зайнята, але згодом втрачена, хоча дві британські бронетанкові бригади змогли забезпечити значні опорні пункти поблизу позицій Королівського полку легкої піхоти Гамільтона.
Наслідком запеклих боїв за хребет Верр'єр стали значні втрати серед канадських військових. Усі здобутки, досягнуті полками Чорної варти та калгарійцями, були втрачені через німецькі контратаки. Крім цього, батальйон Чорної варти довелося реформувати після боїв за хребет Верр'єр. Цей канадський підрозділ зазнав таких високих втрат, що перевищували втрати буль-якого канадського піхотного батальйону у катастрофічному рейді на Дьепп 1942 року.
Однак, у цілому невдача у боях за захоплення хребта мало вплинула на загальне становище союзників, оскільки успіх операції «Кобра» був настільки величезним, що німці змушені були перекинути з хребта значні ресурси, включаючи дві танкові дивізії, намагаючись утримати сили американського генерала Бредлі. З ослабленням німецької оборони наступні атаки британсько-канадських сил на хребет були більш успішними. 8 серпня при проведенні операції «Тоталайз» союзникам нарешті вдалося вибити зі своїх позицій есесівських захисників.